# Jürgen Elstrodt
Jürgen Elstrodt (Osnabrück, 8 de abril de 1940) é um matemático alemão.

## Obras
- Maß- und Integrationstheorie, Springer Verlag, 4. Auflage 2005, ISBN 3540213902
- mit Fritz Grunewald, Jens Mennicke: Group actions on hyperbolic spaces: harmonic analysis and number theory, Springer Verlag 1998
- mit Grunewald: The Petersson scalar product, Jahresbericht DMV, Band 100, 1998, Heft 4, S. 253
- Die Selbergsche Spurformel für kompakte Riemannsche Flächen, Jahresbericht DMV, Band 83, 1981, S.45–77
- The Life and work of Gustave Lejeune Dirichlet (1805–1859), in William Duke, Yuri Tschinkel (Herausgeber) Analytic Number Theory – a tribute to Gauss and Dirichlet, Clay Math.Proceedings, Band 7, 2007 (Gauss-Dirichlet-Konferenz Göttingen 2005), Online